# Lesió
Una lesió és l'alteració dels caràcters anatòmics, histològics o cel·lulars d'un òrgan o d'un teixit com a conseqüència d'una causa patològica.
En la pràctica esportiva la lesió es defineix com el dany corporal sofert per un esportista com a conseqüència d'un cop, una pressió excessiva, un moviment brusc o una mala posició.
Segons l'Organització Mundial de la Salut, una lesió és tota alteració de l'equilibri biològic, psicològic i social.
En Dret i Medicina legal, les lesions comprenen, a més de les ferides externes, qualsevol dany en el cos que pugui objectivar-se i que sigui degut a una causa externa on hi estigui implicada una tercera persona.

## Causa de les lesions
Produïdes per diversos mecanismes nocius que alteren l'homeòstasi cel·lular:

### Causes externes

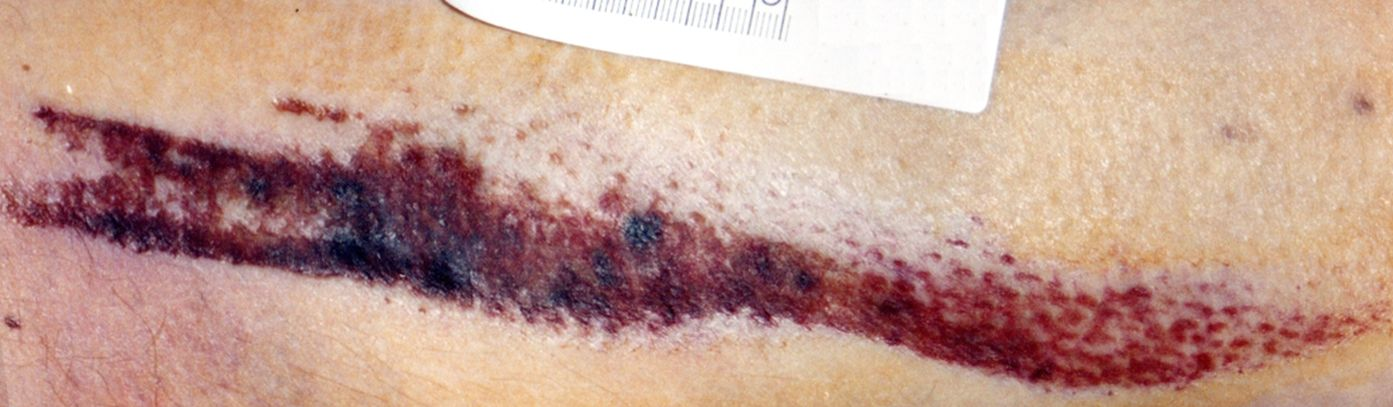
Erosió cutània traumàtica

- Causes físiques: traumatismes, radiacions ionitzants, l'electricitat, la calor i el fred.
- Causes químiques: Com substàncies corrosives sobre la pell com els tòxics i verins.
- Causes biològiques: agents infecciosos, ja siguin virus, bacteris o paràsits.

### Causes internes
- Trastorns immunològics: Com les malalties autoimmunitàries i les reaccions d'hipersensibilitat.
- Malalties hereditàries.
- Malformacions congènites o del desenvolupament.
- Trastorns metabòlics: Como la diabetis mellitus.
- Deficiència nutricional: Com la malnutrició i l'avitaminosi.

## Manifestació de les lesions
Les cèl·lules, després de patir un dany per un agent extern o intern pot evolucionar a dues situacions:
- Adaptació cel·lular: Són una sèrie de canvis cel·lulars que afecten al creixement i a la diferenciació cel·lular i es manifesten en forma d'atròfia, hipertròfia, hiperplàsia i metaplàsia. En alguns casos pot evolucionar a displàsia i neoplàsia.
- Mort cel·lular: La mort cel·lular patològica o anormal s'anomena necrosi i la mort fisiològica o programada s'anomena apoptosi.

La mort cel·lular es produeix davant les lesions irreversibles que sobrepassen la capacitat d'adaptació cel·lular.
Les manifestacions de les lesions són:

### Malalties per acumulació de substàncies
- Acumulació de lípids: Com l'esteatosi, l'ateroesclerosi o l'obesitat.
- Acumulació d'hidrats de carboni: Com les glucogenosis.
- Acumulació de proteïnes: Com l'amiloïdosi.
- Acumulació d'altres substàncies: Com la gota, l'hemocromatosi, calcificació…

### Trastorns de la circulació local
- Edema.
- Deshidratació.
- Hiperèmia.
- Hemorràgia.
- Trombosi.
- Embòlia.
- Isquèmia.